# Gordige Calcio Ragazze
L'Associazione Sportiva Dilettantistica Gordige Calcio Ragazze, nota semplicemente come Gordige, è una società calcistica italiana di Cavarzere, fondata nel 1989. Disputa le sue gare interne a Cavarzere, nel campo sportivo "Peppino Di Rorai" in via Marconi 2. Per la stagione 2018-2019 disputa il campionato di Serie C nazionale.

## Storia

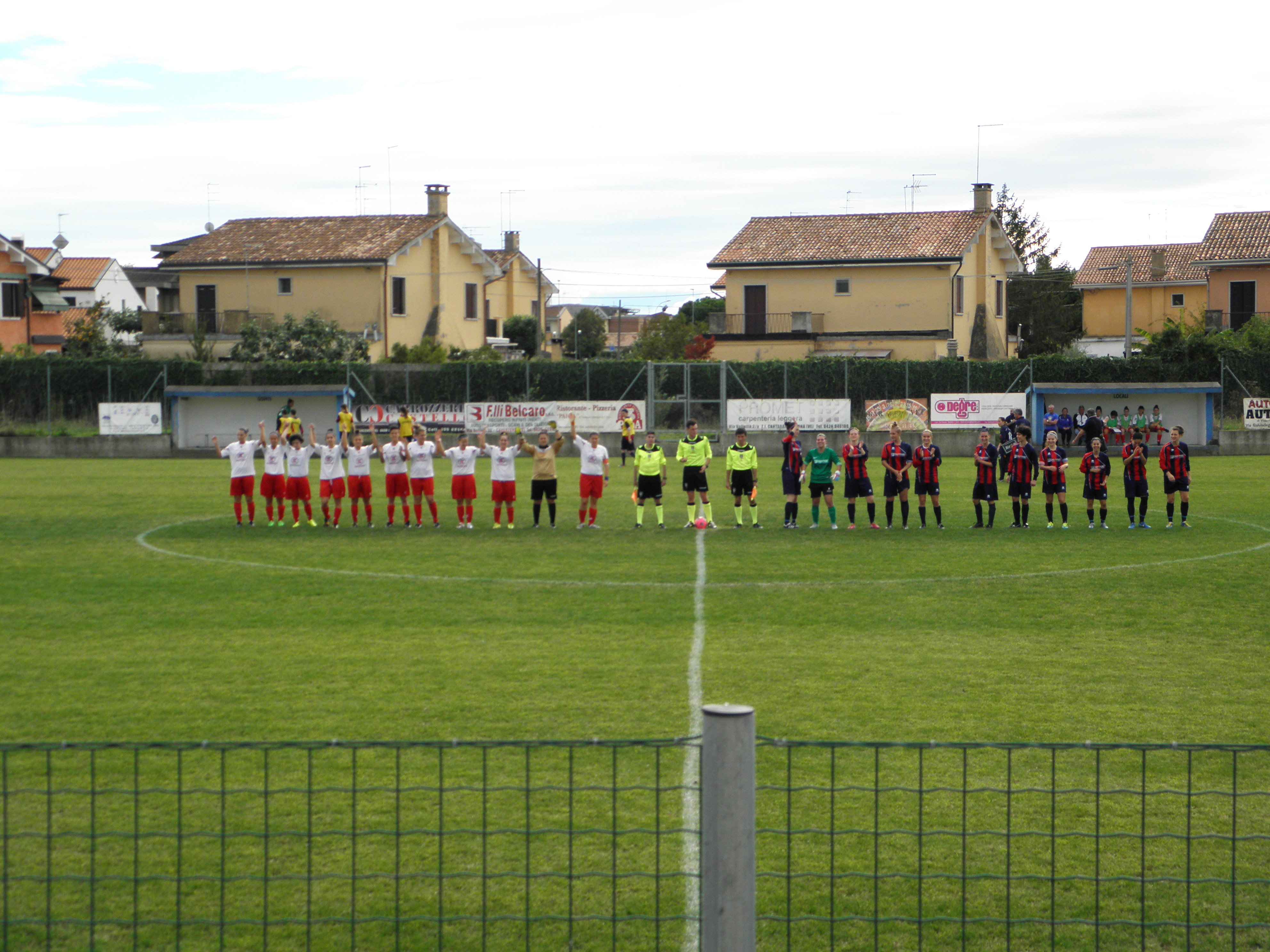
La Gordige contro la Vittorio Veneto (2015-2016) allo Stadio Peppino Di Rorai, dedicato al capitano granatiere.

Il nome del club è il frutto della fusione dei nomi dei due fiumi che si trovano sul territorio comunale di Cavarzere: il Gorzone (Gor) e l'Adige (dige).
Inizia per scherzo l'avventura del Gordige nel mondo calcistico veneto, in seguito ad una partita giocata per beneficenza nell'estate del 1989 ed organizzata all'insegna del puro divertimento. Grazie all'entusiasmo delle giovani calciatrici venne formata una squadra a dispetto di una tradizione cittadina tutt'altro che aperta al calcio femminile.
La prima presidente fu Maria Chiara Fabian, anch'essa giocatrice con le sorelle Elisa e Silvia, che formarono la spina dorsale della prima squadra avente età media attorno ai 23 anni. La squadra si trovava sovente all'inizio del campionato sull'altopiano di Asiago allenata da Giovanni Venturini, diplomato ISEF, il quale seppe imprimere alle sue allieve quella grinta necessaria per puntare sempre ad arrivare nel lotto delle prime 3 classificate.
La storia recente del Gordige lo vede retrocesso dalla serie B dopo molti anni di partecipazione ai campionati nazionali. La partecipazione al campionato regionale Eccellenza culmina però con la promozione alla serie maggiore dopo una serie entusiasmante di vittorie. L'allenatore è Kenny Astolfi.